# SOMETHING IN THE AIR
『SOMETHING IN THE AIR』（サムシング・イン・ジ・エアー）はZABADAKの10thアルバム。1996年9月11日にポリスターより発売された。

## 概要
- 前作『音』から約2年ぶりとなるオリジナルアルバムで、ポリスター移籍後初のアルバム。
- 10作目に当たる事から全10曲を収録している。
- 今作は全曲吉良がリードヴォーカルを取っている。
- ジャケットは吉良が趣味で採集した様々な蝶の写真で飾られている。
- オリコンチャートでは最高位40位、売上1万2000枚（1998年11月30日付）[1]。

## 曲目
1. 観覧車〜小さなイーディーへ〜
  - 作詞：小峰公子、作曲：吉良知彦
2. Something in The Air
  - 作詞：サエキけんぞう、作曲：吉良知彦
3. 銀のしらせ
  - 作詞：杉林恭雄、作曲：吉良知彦
4. Mother
  - 作詞：杉林恭雄、作曲：吉良知彦
5. 夕陽のトリコ
  - 作詞：サエキけんぞう、作曲：吉良知彦
6. River
  - 作詞：サエキけんぞう、作曲：吉良知彦
7. 鍵穴と迷路
  - 作詞：小峰公子、作曲：吉良知彦
8. 明日を抱きしめて
  - 作詞：小峰公子、作曲：吉良知彦
9. TEARS
  - 作詞：杉林恭雄、作曲：吉良知彦
10. Mystique Fly
  - 作詞：サエキけんぞう、作曲：吉良知彦

- 作曲・リードヴォーカル：吉良知彦（全曲）